# Ясуко Намба
Ясуко Намба (англ. 難波 康子, система Гепберна Nanba Yasuko; 7 лютого 1949 – 11 травня 1996 була другою японкою (після Табеї Дзюнко), яка підкорила всі Сім вершин. Загинула під час катастрофи на Евересті 1996 року.

## Біографія та альпіністська кар'єра
Народилася у 7 лютого 1949 року в Оморі Ота в Токіо. Закінчивши середню школу Фурендо Гакуен, у 1967 році поступила на факультет літератури в Університеті Васеда. Під час навчання вступила до клубу піших прогулянок на природі, тоді ж зацікавилася альпінізмом.
Після закінчення університету працювала у Токіо менеджером з персоналу у FedEx , але продовжувала займатися альпінізмом. У 1980 році вона піднялася на Монблан з Като Ясуо. Пізніше, у 1982 році, Като Ясуо спробував підкорити Еверест взимку, але зник безвісти. На згадку про нього Ясуко заснувала «Еверест-клуб», який до 1986 року налічував 604 члени. У цьому клубі вона познайовилася з Кенічі Намбу, за якого у 1987 році вийшла заміж.
Ясуко Намба поставила собі за мету підкорити Сім вершин. Кіліманджаро Намба підкорила в Новий рік 1982 року, а рівно через два роки – Аконкагуа. Вершини Мак-Кінлі (Деналі) вона досягла 1 липня 1985 року, вершини Ельбрусу – 1 серпня 1992 року. Після сходження на масив Вінсон 29 грудня 1993 року та Пунчак-Джая (Піраміда Карстенса) 12 листопада 1994 року, останньою з Семи вершин, яку лишалося підкорити, був Еверест. Вона підписала контракт з «Adventure Consultants», компанією-гідом Роба Голла і 10 травня 1996 року досягла вершини, але під час спуску загинула.

## Обставини загибелі
10 травня 1996 року 47-річна Намба досягла вершини Евересту, ставши найстаршою жінкою, яка це зробила (пізніше цей рекорд побила Анна Червінська з Польщі, підкоривши Еверест у віці 50 років). Під час спуску почалася хуртовина. Намба, її колега-клієнт Бек Везерс, їхній гід Майк Грум з «Adventure Consultants» та клієнти Скотта Фішера з «Mountain Madness» застрягли на Південному сідлі та через вайтаут не могли зрозуміти, в якому боці знаходиться Табір IV. Пізніше Грум розповів, що Намба наполягала на тому, щоб одягнути кисневу маску, незважаючи на те, що кисень у неї вже закінчився. Намба і Везерс були настільки слабкі, що гідам Груму та Нілу Бейдлману з «Mountain Madness» довелося їх підтримувати. Група намагалася дістатися до табору, але гіди невдовзі зрозуміли, що це безглуздо та небезпечно, тому група лишилася чекати, поки буря вщухне.
Один з гідів Фішера, Анатолій Букреєв, вночі вирушив з Табору IV у ніч, щоб знайти альпіністів, що потрапили в пастку. Допомігши кільком іншим людям, він повернувся востаннє, забравши Сенді Піттман та Тіма Медсена. Вирішивши, що Намба вже мертва, а Бек Везерс при смерті, їх залишили. Наступного дня Стюарт Гатчінсон, один з клієнтів «Adventure Consultants», організував пошукову групу, щоб знайти Намбу і Везерса. Гатчінсон знайшов обох у такому поганому стані, що вирішив, що вони навряд чи проживуть достатньо довго, щоб їх перенесли до Базового табору, і він вирішив покинути їх, щоб зберегти обмежені ресурси для пошуку інших альпіністів. Бек Везерс всупереч усім очікуванням не тільки вижив, але й знайшов сили самостійно повернутися до Табору IV, але Намба померла від переохолодження.
Книга Джона Кракавера «У розрідженому повітрі» описує моральні страждання Ніла Бейдлмана, який відчував провину за те, що не зміг зробити нічого, щоб врятувати Намбу. Букреєв у книзі «Сходження» висловлює глибокий жаль з приводу її смерті. Він каже, що вона була маленькою жінкою вагою близько 40 кілограмів, і що хтось мав би відтягнути її назад до табору, щоб якщо їй судилося померти, вона хоча б померла не на самоті. Під час пізнішої експедиції на Еверест з національною командою Індонезії Букреєв 28 квітня 1997 року знайшов тіло Намби і збудував навколо неї курган, щоб захистити її від птахів-падальщиків, а через кілька днів вибачився перед її вдівцем за те, що не зміг врятувати їй життя. Пізніше в 1997 році її чоловік профінансував операцію, під час якої її тіло було спущено з гори.
У 2008 році в матеріалах, зібраних програмою «Frontline» каналу PBS для фільму Девіда Брішірса «Буря над Еверестом» (англ. Storm Over Everest), Джон Теск описав Намбу та висловив свої думки щодо факторів, які могли сприяти її смерті, такими словами:
|  | Вона була маленькою жінкою; я ніколи не зустрічав дівчини з більшою рішучістю. Вагою близько 100 фунтів [45 кг], не більше, але що стосується рішучості, то вона була вдвічі сильнішою. Однак, природа така, яка вона є: гіпотермія, маса тіла – у неї була невелика маса тіла; вона б дуже замерзла набагато швидше, ніж пересічна людина, яка важить вдвічі більше за неї.Оригінальний текст (англ.) She was a little lady; I've never met a girl more determined. About 100 pounds in weight, no more, but as far as determination goes, she was twice that weight in determination. However, nature being what it is, hypothermia, body mass – she had a small body mass; she would have gotten desperately cold much more quickly than an average person twice her weight |

Коли Табеї Дзюнко, першу жінку, яка підкорила Еверест, у середині травня 1996 року запитали про її думку щодо підкорення Намбою «Семи вершин» та подальшої смерті, вона сказала репортеру United Press International: «Я стрибала від радості, коли почула, що вона це зробила, але я відчуваю, що втратила свою сестру, і мені дуже шкода».

## Пам'ять
- Після катастрофи 1996 року шерпи-провідники збудували поблизу Горак Шепу два меморіальні чортени: один на честь Роба Голла, а інший для його товаришів по команді Даґа Гансена, Енді Гарріса та Ясуко Намби. Чортени з'єднані молитовними прапорцями.
- У телефільмі «У розрідженому повітрі: Смерть на Евересті»(інші мови) роль Ясуко Намби зіграла Акемі Отані[8].
- У художньому фільмі 2015 року «Еверест» роль Намби виконує Морі Наоко[9].

## Сходження
- 1980 — Монблан (4810 м) (гід — Ясуо Като)
- 1 січня 1982 року — Кіліманджаро (5895 м)
- 1 січня 1984 року — Аконкагуа (6960 м)
- 1 липня 1985 року — Мак-Кінлі (6168 м)
- 1 серпня 1992 року — Ельбрус (5642 м)
- 29 грудня 1993 року — Вінсон (4892 м)
- 12 листопада 1994 року — Пунчак-Джая (4884 м)
- 10 травня 1996 року — Еверест (8848 м). Загинула на спуску